# ده زیر (دلگان)
ده زیر روستایی در دهستان هودیان بخش مرکزی شهرستان دلگان استان سیستان و بلوچستان ایران است.

## جمعیت
بر پایه سرشماری عمومی نفوس و مسکن در سال ۱۳۹۵ جمعیت این روستا ۲۳۲ نفر (۴۸خانوار) بوده‌است.